# Manio Valerio Máximo
Manio Valerio Máximo  fue dictador de Roma en 494 a. C. durante la primera secessio plebis. Era hermano de Publio Valerio Publícola y Marco Valerio Voluso.

## Nombramiento como dictador
Durante el periodo de descontento popular en Roma que dio origen a la primera secessio plebis, volscos, sabinos y ecuos tomaron las armas simultáneamente contra Roma. Para enfrentar la amenaza, Valerio fue nombrado dictador por el senado. Se considera que su elección se debió tanto a su temperamento moderado como a la aceptación popular que le daba el recuerdo de su difunto hermano Publio.

## Actuación militar
Valerio solicitó la conscripción y el pueblo respondió positivamente. Alzó diez legiones (aproximadamente 45.000 hombres), un número mayor al que nunca se hubiera reclutado con anterioridad. Cuatro de estas legiones quedaron asignadas al dictador para combatir a los sabinos, que se consideraban la mayor de las amenazas militares, y tres a cada uno de los cónsules para contener a ecuos y volscos.
Valerio logró la victoria contra los sabinos y fue honrado con un triunfo.  Además, se le recompensó con una silla curul en el Circo Máximo para él y para sus descendientes.

## Secesión de la plebe
Después del regreso a Roma de los ejércitos, Valerio pidió al senado que hiciera frente a los problemas de la deuda en curso que afligía al pueblo. El senado declinó actuar y el dictador se expresó con indignación:
«No me dejarán recomendar la concordia. Crean lo que digoː en breve desearán que el pueblo de Roma tenga protectores como yo. Por mi parte, ni voy a decepcionar a mis conciudadanos ni voy a ser dictador para ningún propósito. Las divisiones internas y las guerras extranjeras llevaron a la República a exigir tal magistrado. La paz está asegurada fuera e impedida en casa. Voy a ser testigo de estos trastornos como un ciudadano privado y no como dictador». - Manio Valerio Máximo , Livio, Ab urbe condita , 2,31
Dimitió como dictador y volvió a su casa, saludado por el aplauso del pueblo romano.